# Палаццо Корнер-делла-Ка-Гранда
Палаццо Корнер-делла-Ка-Гранда или просто: Ка-Корнер (итал. Palazzo Corner della Ca' Grandа, Ca’ Corner) — дворец в Венеции на Гранд-канале, расположенный в сестиере (районе) Сан-Марко. Построен архитектором Якопо Сансовино после пожара 1532 года, который уничтожил предыдущее здание. В настоящее время во дворце расположены офисы префекта Венеции и правительства области Венеция.

## История
Ка-Корнер (сокращ. от итал. Casa — дом, особняк) спроектирован Якопо Сансовино (это был один из его первых заказов в Венеции) после того, как пожар в 1532 году уничтожил предыдущую резиденцию семьи Корнер, Палаццо Маломбра, о существовании которого свидетельствует план, или «Вид Венеции» (Veduta di Venezia), созданный в 1498—1500 годах Якопо де Барбари.
В 1817 году, после очередного пожара, здание было передано семьёй Корнер в государственную собственность Австрийской империи, которая разместила в нём Королевское провинциальное представительство (Regia Delegazione Provinciale), а затем и Имперское Королевское наместничество (Imperiale Regia Luogotenenza), соответствующее понятию префектура. Позднее, после присоединения города к Королевству Италия в 1866 году, дворец сохранил своё административное назначение.

## Архитектура
Отличаясь монументальностью, подчёркнутой эпитетом Ca’Grandа (Большой дворец), своей внушительностью палаццо нарушает однообразие панорамы соседних зданий и служит примером новаторства его проектировщика Якопо Сансовино.
Здание имеет три этажа и внутренний двор (cortile). Архитектор оставил нижнюю часть оформленной рустикой (тёсаным камнем), а два верхних этажа — высокими арочными окнами, разделёнными удвоенными колоннами соответственно ионического и коринфского ордеров. Тройной портал первого этажа усиливает монументальность палаццо.
Фриз верхней части здания оформлен «лежачими» овальными окнами «perla baroca» (искажённая жемчужина), часто встречающимися в венецианской архитектуре. Специалисты видят в фасаде Палаццо Корнер соединение римской и венецианской архитектурной традиций.